# Anthurium seleri
Anthurium seleri är en kallaväxtart som beskrevs av Adolf Engler. Anthurium seleri ingår i släktet Anthurium och familjen kallaväxter. Inga underarter finns listade.